# Rund um die Nürnberger Altstadt
Il Rund um die Nürnberger Altstadt (it.: Giro di Norimberga) era una corsa in linea di ciclismo su strada maschile che si svolgeva a Norimberga, in Germania, ogni anno a settembre. Dal 2005 al 2009 fece parte del calendario dell'UCI Europe Tour come classe 1.1, mentre dal 2010 fu inserita nel calendario nazionale.
Dal 1997 in poi si corse anche una versione della gara al femminile.

## Albo d'oro
Aggiornato all'edizione 2012.
| Anno | Vincitore           | Secondo          | Terzo              |
| ---- | ------------------- | ---------------- | ------------------ |
| 1991 | Stephan Gottschling |                  |                    |
| 1992 | Bert Dietz          |                  |                    |
| 1993 | Steffen Rein        |                  |                    |
| 1994 | Andreas Walzer      |                  |                    |
| 1995 | Fabio Baldato       | Bo Hamburger     | Klaus Diewald      |
| 1996 | Jan Schaffrath      | Olaf Ludwig      | Matthew White      |
| 1997 | Mikael Holst-Kyneb  | Thomas Liese     | Ivan Quaranta      |
| 1998 | Jan Ullrich         | Klaus Diewald    | Thomas Liese       |
| 1999 | Jens Zemke          | Artur Babaitsev  | Timo Scholz        |
| 2000 | Raphael Schweda     | Thomas Liese     | Jan Schaffrath     |
| 2001 | Olaf Pollack        | Erik Zabel       | Miguel Meza Flores |
| 2002 | Erik Zabel          | Olaf Pollack     | Werner Riebenbauer |
| 2003 | Kai Hundertmarck    | Robert Försters  | Jochen Summer      |
| 2004 | Sebastian Siedler   | David Kopp       | André Korff        |
| 2005 | Ronny Scholz        | Raffaele Ferrara | Jan Valach         |
| 2006 | Gerald Ciolek       | Tilo Schüler     | Harald Morscher    |
| 2007 | Fabian Wegmann      | Olaf Pollack     | Sven Krauß         |
| 2008 | André Greipel       | Jure Kocjan      | Steffen Radochla   |
| 2009 | Francesco Gavazzi   | Felix Rinker     | Nils Plötner       |
| 2010 | Eric Baumann        | David Jesse      | Philipp Mamos      |
| 2011 | Helmut Trettwer     | Leif Lampater    | Alexander Krieger  |
| 2012 | Andreas Schillinger | Stefan Schäfer   | Theo Reinhardt     |